# Massacro del Bat Mitzvah
Il massacro del Bat Mitzvah fu un attacco terroristico avvenuto ad Hadera, in Israele, il 17 gennaio 2002, in cui un uomo palestinese armato, Abdul Salaam Sadek Hassouneh di 24 anni, uccise sei persone e ne ferì 33 durante una celebrazione del Bat Mitzvah, una celebrazione ebraica tradizionale tenuta per una ragazza di 12 anni.

## L'attacco
L'attentato avvenne alle 21:45 locali mentre gli ospiti stavano partendo. La Brigata dei Martiri di al-Aqsa si assunse la responsabilità dell'attacco, sostenendo che si trattava di vendetta per l'uccisione del suo leader Raed Karmi. Un portavoce della polizia israeliana disse che l'uomo, apparentemente in missione suicida, lanciò diverse granate nella sala dei matrimoni di Armon David, dove si era svolta la celebrazione del Bat Mitzvah, e detonò esplosivi su se stesso. Una cintura piena di esplosivo venne trovata sull'aggressore.

### Vittime
- Boris Melikhov, 56 anni, di Sderot;
- Aharon Ellis, 32 anni, di Ra'anana;
- Anatoly Bakshiev, 62 anni, di Or Akiva;
- Avi Yazdi, 24 anni, di Or Akiva;
- Edward Bakshayev, 48 anni, di Or Akiva;
- Dina Binayev, 48 anni, di Ascalona.

## Reazioni
Al Jazeera fu criticata per presunti pregiudizi nella copertura del massacro, in quanto evitò di notare che le vittime stavano partecipando a un bat mitzvah e che l'uomo armato attentò ad una sala banchetti affollata, e non menzionò il numero di persone uccise da Raed Karmi parlando del suo assassinio avvenuto diversi giorni prima.
Sia l'Autorità Palestinese che gli Stati Uniti condannarono l'attentato, ma l'Autorità Palestinese accusò Israele in quanto l'avrebbe provocato.